# رفاه حیوانات در نیوزیلند

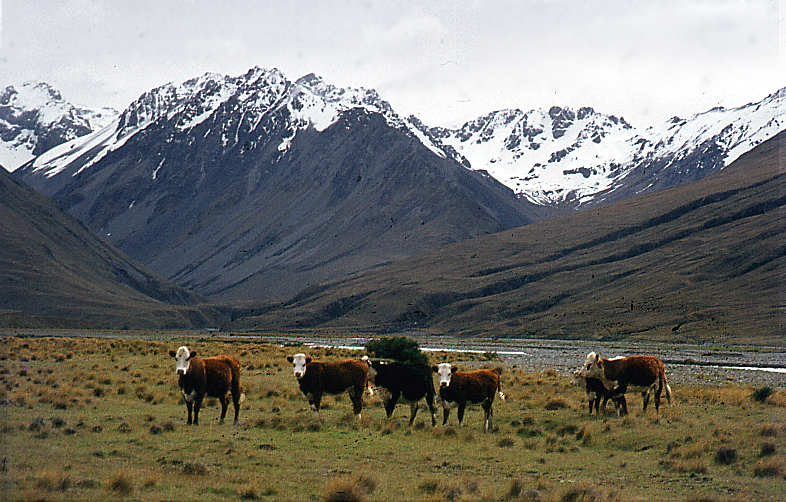
گاوهای نژاد هرفورد در حال چرا در دره رودخانه مکالی در جنوب کانتربری. بیشتر گاوها بیشتر سال را در فضای بازمی‌مانند، اما گاهی اوقات از طویله‌های زمستانی برای گاوهای شیری استفاده می‌شود.

رفاه حیوانات در نیوزیلند توسط قانون رفاه حیوانات مصوب ۱۹۹۹ اداره می‌شود و تعدادی از سازمان‌ها به‌طور فعال از رفاه حیوانات و حقوق حیوانات حمایت می‌کنند. کنترل آفات و شیوه‌های کشاورزی با توجه به مسائل مربوط به رفاه حیوانات مورد بررسی دقیق قرار گرفته‌اند. قانونی بودن کشتن سگ‌ها و گربه‌ها برای مصرف خوراکی نیز مورد انتقاد قرار گرفته است.

## مسائل مربوط به رفاه حیوانات
اقتصاد نیوزیلند به شدت به کشاورزی وابسته است و بسیاری از مسائل مربوط به رفاه حیوانات مربوط به بخش کشاورزی است.
اگرچه نیوزیلند استانداردهای بالایی برای رفاه حیوانات دارد، اما گزارشی در سال ۲۰۱۶ از کمیته ملی مشورتی رفاه حیوانات، که به بررسی استفاده از جعبه‌های زایمان در مزارع خوک پرداخته بود، نشان داد که صنعت گوشت خوک الزامات آن را طبق قانون رفاه خوک‌ها (۲۰۱۰) نمی‌پذیرد و عدم رعایت قوانین رفاه خوک‌ها (۲۰۱۰) توسط این صنعت امری عادی است. علاوه بر این، قانون رفاه خوک‌ها (۲۰۱۰) با حقوق حیوانات برای ابراز الگوهای رفتاری طبیعی که در قانون رفاه حیوانات ۱۹۹۹ ذکر شده است، مغایرت دارد از سال ۲۰۲۳، دو سوم گوشت خوک مصرفی در نیوزیلند از کشورهایی با استانداردهای پایین‌تر رفاه خوک، مانند ایالات متحده و کانادا، وارد می‌شود که می‌توانند آن را ارزان‌تر تولید کنند.
نگرانی‌هایی در مورد رفاه حیوانات در مزرعه بحث‌برانگیز وجود داشت و در ژوئن ۲۰۱۱، پنج نفر از افراد درگیر در مزرعه لبنیات در ۷۱۴ مورد اتهام مربوط به جرائم مربوط به رفاه حیوانات، اظهار بی‌گناهی کردند.
در سال ۲۰۱۳، یک کشاورز پس از شکستن یا آسیب رساندن به دم ۲۳۰ گاو، به جرم نقض حقوق حیوانات محکوم و از داشتن گاو محروم شد. این بدترین مورد از این نوع بود که مقامات دیده بودند.
درخواست رضایت منابع تحت قانون مدیریت منابع ۱۹۹۱ برای کشاورزی فشرده گاو در حوزه مکنزی در سال ۲۰۰۹ به دلیل نگرانی‌ها در مورد رفاه حیوانات، با مخالفت روبرو شد، اگرچه رفاه حیوانات بخشی نیست. این درخواست طبق مفاد «درخواست» شد.
استفاده از ماده ۱۰۸۰ در نیوزیلند (به عنوان یک اقدام کنترل آفات و سلامت حیوانات) به دلایل رفاه حیوانات با مخالفت‌هایی روبرو شده است، اما ارزیابی سال ۲۰۰۷ از ماده ۱۰۸۰ (سدیم فلوئورواستات) نشان داد که مزایای آن بر خطراتش غلبه دارد.
در سال ۲۰۱۰، مقاله‌ای با عنوان «ابزارهای کنترل آفات ما چقدر انسانی هستند؟» تهیه کرد. عوامل سمی مختلف مهره‌داران مانند ۱۰۸۰، برودیفاکوم، کوله کلسیفرول و غیره، تله‌های کشنده در گونه‌های پستانداران، روش‌های کنترل خرگوش در لانه و تله‌های نگهدارنده پا، روتنون، آلفاکلروالوز به بررسی «تأثیر رفاه حیوانات» (انسانی بودن) این ابزارهای کنترل پرداختند. این مقاله به تفصیل شرح می‌دهد که چگونه سموم مختلف بر حیوانات مختلف تأثیر می‌گذارند. اطلاعات مربوط به سطح هوشیاری در زمان‌ها/رویدادهای مختلف پس از مصرف دارو هنوز برای ارزیابی کامل تجربیات منفی و انسانی بودن آن مورد نیاز است.

### تحقیقات حیوانی
تحقیقات حیوانی تحت نظارت قانون رفاه حیوانات مصوب ۱۹۹۹ است و سازمان‌هایی که از حیوانات استفاده می‌کنند باید از یک آیین‌نامه اخلاقی مصوب پیروی کنند. این سند، سیاست‌ها و رویه‌هایی را که باید توسط سازمان و کمیته اخلاق حیوانات آن اتخاذ و دنبال شوند، تعیین می‌کند. هر پروژه باید توسط یک کمیسیون نظارت بر کمیسیون (AEC) که شامل اعضای غیرمتخصص است، تأیید و نظارت شود.

### حیوانات همراه
پس از آنکه یک مرد تونگایی ساکن نیوزیلند در سال ۲۰۰۹ سگ خود را در حیاط خلوت خود پخت، درخواست‌هایی برای ممنوعیت این عمل مطرح شد، اما این اتفاق نیفتاد.

### حمل و نقل دام
در ۱۴ آوریل ۲۰۲۱، دولت نیوزیلند اعلام کرد که به منظور ارتقاء استانداردهای رفاه حیوانات، تصمیم گرفته است که صادرات دام از طریق دریا را تا سال ۲۰۲۳ پس از یک دوره گذار تا دو سال، به تدریج متوقف کند. این اولین کشور در تاریخ بود که این کار را انجام داد؛ فعالان از استرالیا و سایر کشورها خواستند که از این اقدام پیروی کنند.

### قاچاق حیات وحش
نیوزیلند تعدادی گونه نادر و در معرض خطر انقراض دارد و مواردی از قاچاق حیات وحش گزارش شده است.
گروه اجرای قوانین حیات وحش، متشکل از سه اداره دولتی، به‌طور مشترک قاچاق به نیوزیلند و از نیوزیلند را بررسی می‌کنند. این سه سازمان عبارتند از: خدمات گمرکی نیوزیلند، وزارت کشاورزی و جنگلداری و وزارت حفاظت از محیط زیست.
نیوزیلند یکی از امضاکنندگان کنوانسیون تجارت بین‌المللی گونه‌های در معرض خطر جانوران و گیاهان وحشی (CITES) است که برای اطمینان از عدم تهدید بقای گونه‌های جانوری و گیاهی توسط تجارت بین‌المللی ایجاد شده است. CITES توسط وزارت حفاظت از محیط زیست اداره می‌شود.
تعدادی از سازمان‌ها در نیوزیلند به‌طور فعال مسائل مربوط به رفاه حیوانات را دنبال می‌کنند.
انجمن سلطنتی پیشگیری از ظلم به حیوانات نیوزیلند یا به‌طور رایج‌تر، قدیمی‌ترین سازمان حمایت از حیوانات در نیوزیلند، در سال ۱۸۸۲ در داندین تشکیل شد و از انجمن انگلیسی پیشگیری از ظلم به حیوانات الهام گرفته شده بود.
(نجات حیوانات از استثمار) یک گروه مدافع حقوق حیوانات است که تعدادی کمپین پر سر و صدا را اجرا کرده است. انجمن کمپینی علیه پرورش متراکم خوک به راه انداخت که در آن کمدین مایک کینگ حضور داشت، کسی که پیش از این در یک کمپین تبلیغاتی، فروش گوشت خوک را تبلیغ می‌کرد.
مؤسسه خیریه بین‌المللی رفاه حیوانات، با نام «حمایت جهانی از حیوانات»، شعبه‌ای در نیوزیلند دارد.